# Alphonse Couvreux

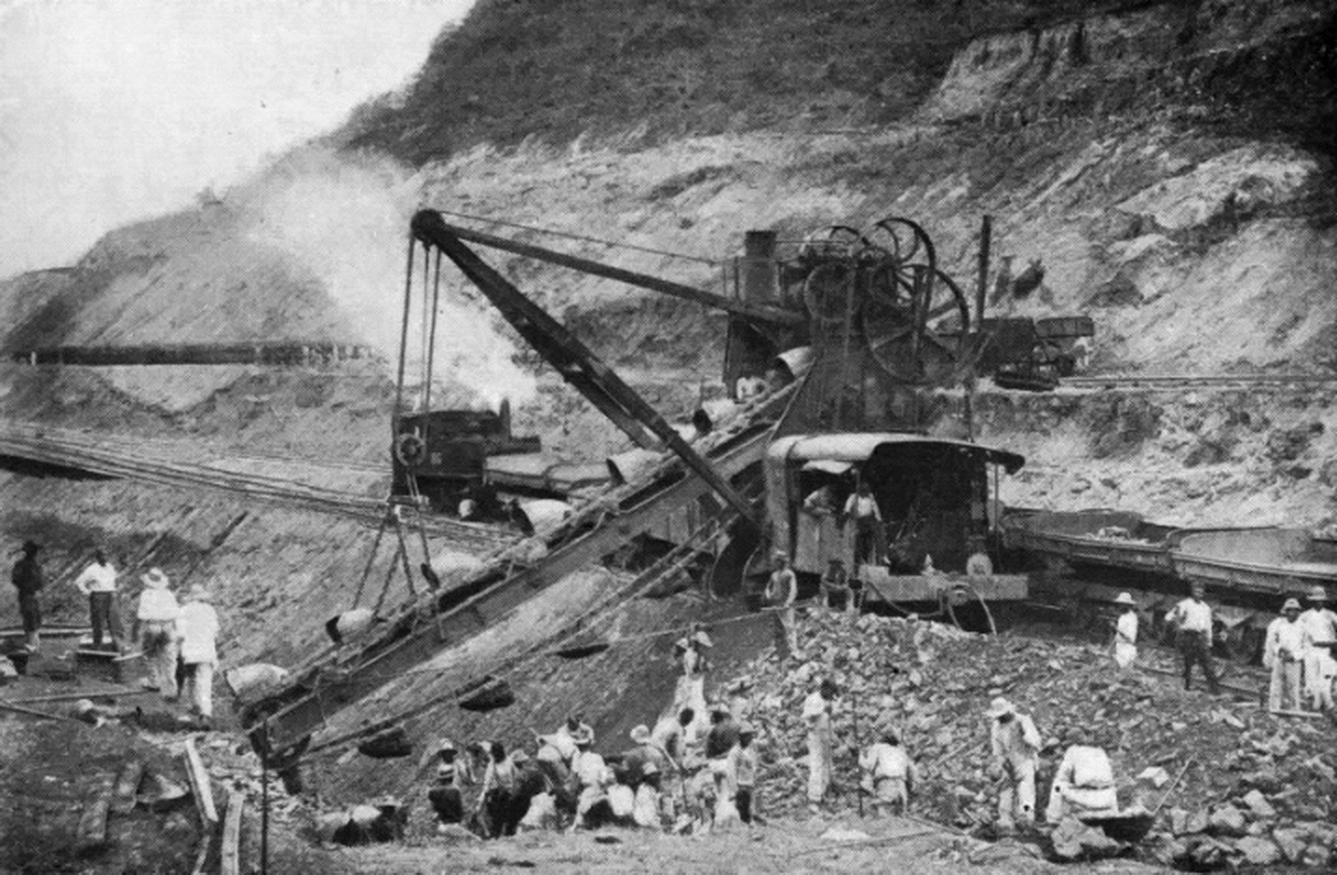
Eimerkettenbagger im Culebra Cut des Panamakanals, 1896

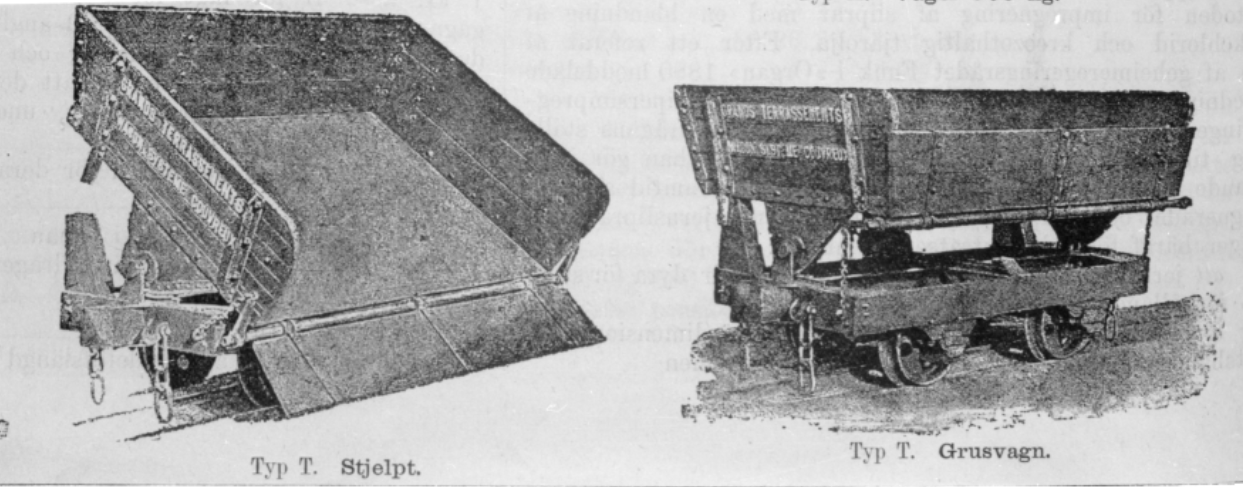
Katalogbild: „Grands Terrassements Wagon Systeme Couvreux“

Alphonse Couvreux (* 1820; † 8. Juli 1890) war ein französischer Bauunternehmer, der vor allem als Erfinder des Eimerkettenbaggers bekannt war, für den er im Mai 1860 ein Patent angemeldet hatte.
Der Eimerkettenbagger wurde seit seiner Erfindung auf vielen Großbaustellen, in Tongruben sowie bei den Erdarbeiten für den Eisenbahn- und Kanalbau eingesetzt.
Der erste dokumentierte Einsatz des Eimerkettenbaggers an Land erfolgte 1859. Couvreux setzte einige seiner Maschinen ein, um Material für die Ardennen-Eisenbahn auszuheben. Während des Baus des Sueskanals von 1863 bis 1868 wurden etwa 8 Millionen Kubikmeter Material mit sieben seiner Eimerkettenbagger aus dem Bett des Sueskanals ausgehoben. Einige der Maschinen von Couvreux wurden bei dem früh gescheiterten französischen Versuch, den Panamakanal zu bauen, eingesetzt.
Er wurde vom österreichischen Kaiser Franz Joseph beauftragt, an der Donauregulierung mitzuwirken  und das Flussbett zu vertiefen, nachdem eine Reihe von österreichischen Ingenieuren das vergeblich versucht hatte. Ein großer Couvreux-Bagger wurde für die Erweiterung und die Vertiefung des Kanals von Gent nach Terneuzen und für den Bau des Hafens von Antwerpen eingesetzt.
Ein maßstabsgetreues Modell einer seiner Maschinen von 1859 befindet sich im Musée des arts et métiers in Paris.

## Würdigung
Die Rue Alphonse Couvreux in Vigneux-sur-Seine ist nach ihm benannt.